# Asami Mizukawa
Asami Mizukawa (水川あさみ Mizukawa Asami?, n. 24 de julio de 1983) es una actriz japonesa. Su nombre real es Mizukawa Keiko (水川啓子), y creció en Ibaraki, Osaka.

## Programas en televisión
- Abunai houkago (TV Asahi, 1999)
- R-17 (TV Asahi, 2001)
- Sayonara, Ozu Sensei (Fuji TV, 2001)
- Long Love Letter (Fuji TV, 2002)
- Kaidan Hyaku Monogatari (Fuji TV, 2002) (ep6)
- Hatachi (Fuji TV, 2003)
- Stand Up!! (TBS, 2003)
- Et Alors (TBS, 2003)
- Okusama wa Majo (TBS, 2004) (ep4)
- Mother and Lover (Fuji TV, 2004)
- Gekidan Engimono (Fuji TV, 2005)
- Anego (NTV, 2005) (ep10)
- Kaze no Haruka (NHK, 2005)
- Saiyuuki (Fuji TV, 2006)
- Iryu (Fuji TV, 2006)
- Detective Conan Drama como Nishida Mai (YTV, 2006)
- Nodame Cantabile (Fuji TV, 2006)
- Last Friends (Fuji TV, 2008)

## Películas
- Dark Water (2002)
- Shibuya Kaidan (2003)
- PIKA☆☆NCHI Life is Hard dakara Happy (2004)
- 69 Sixty Nine (2005)
- School Daze (2005)
- Play (2005)
- Nagurimono (2005)
- Shinku (2005)
- Mada Mada Abunai Keiji (2005)